# Angles
Angles — четвёртый студийный альбом американской рок-группы The Strokes, выпущенный 21 марта 2011 года в Великобритании и на следующий день — в США.

## Об альбоме
Отыграв турне в поддержку предыдущего альбома First Impressions of Earth, The Strokes взяли продолжительную паузу в 2007 году и через два года вновь собрались для записи нового материала. Angles был записан на домашней студии гитариста группы Альберта Хаммонда и спродюсирован участниками коллектива, за исключением трека Life Is Simple In The Moonlight, продюсером которого выступил Джо Чичарелли.
Басист группы Николай Фрейчур сообщил, что диск будет «возвращением к основам» и что песни на нём созданы в стиле дебютной пластинки. Рецензент журнала Rolling Stone согласился с ним, заявив, что это их «лучший альбом после Is This It». В той же статье Хаммонд объяснил название альбома: «Оно адекватно отражает характер звучания записи. Над альбомом работали пятеро разных людей, которым зачастую было трудно прийти к согласию».
9 февраля 2011 года в поддержку альбома вышел сингл «Under Cover of Darkness». В течение 48 часов он был доступен для бесплатного скачивания на официальном сайте. 5 марта The Strokes появились в качестве музыкального гостя на телешоу «Субботним вечером в прямом эфире», где исполнили песни «Under Cover of Darkness» и «Life is Simple in the Moonlight».
Диск дебютировал на первом месте в Австралии и на третьем — в Великобритании и Португалии.
На обложке диска изображена лестница Пенроуза.

## Список композиций
| №                   | Название                          | Автор(ы)                                                                                 | Длительность |
| ------------------- | --------------------------------- | ---------------------------------------------------------------------------------------- | ------------ |
| 1.                  | «Machu Picchu»                    | Ник Валенси, Джулиан Касабланкас                                                         | 3:33         |
| 2.                  | «Under Cover of Darkness»         | Ник Валенси, Джулиан Касабланкас, Фабрицио Моретти, Николай Фрейчур, Альберт Хаммонд мл. | 3:55         |
| 3.                  | «Two Kinds of Happiness»          |                                                                                          | 3:43         |
| 4.                  | «You're So Right»                 | Николай Фрейчур                                                                          | 2:34         |
| 5.                  | «Taken For a Fool»                | Ник Валенси                                                                              | 3:22         |
| 6.                  | «Games»                           |                                                                                          | 3:49         |
| 7.                  | «Call Me Back»                    |                                                                                          | 3:09         |
| 8.                  | «Gratisfaction»                   |                                                                                          | 3:03         |
| 9.                  | «Metabolism»                      |                                                                                          | 3:00         |
| 10.                 | «Life is Simple in the Moonlight» | Джулиан Касабланкас                                                                      | 4:16         |
| Общая длительность: | Общая длительность:               | Общая длительность:                                                                      | 38:24        |

## Участники записи
- Джулиан Касабланкас — вокал
- Альберт Хаммонд мл. — ритм-гитара, бэк-вокал
- Ник Валенси — соло-гитара
- Николай Фрейчур — бас-гитара, бэк-вокал
- Фабрицио Моретти — ударные
- Гас Оберг — звукорежиссёр, продюсер[14]